# Mr. Jones (película de 1993)
Mr. Jones es una película de Estados Unidos de 1993 dirigida por Mike Figgis y protagonizada por Richard Gere.

## Argumento
Mr. Jones (Richard Gere) es un hombre que padece un severo tipo de trastorno bipolar, una enfermedad psiquiátrica que provoca fases de euforia e hiperactividad física y mental patológicas (manías) alternadas con episodios depresivos severos. Jones es una persona de inteligencia brillante, pero infeliz, ya que no puede encontrar la estabilidad que necesita debido a su enfermedad.
Jones, consciente de que necesita tratamiento, se interna en una clínica psiquiátrica por uno de sus episodios, ya que había intentado «volar como un avión» desde un tejado. Allí conoce a la doctora Bowen (Lena Olin), una de las más eficientes profesionales de la clínica, de la que poco a poco se enamora.
No es disciplinado en tomar las medicinas y ocasiona más de un altercado en el interior. La doctora se resiste a corresponder a sus sentimientos, ya que ello va en contra del código de su profesión, que le impide establecer relaciones con sus pacientes. Sin embargo, en un momento de debilidad, cede a los requerimientos de Jones y se entrega. Jones abandona la clínica sin haber sido tratado lo suficiente como para mostrar una mejoría significante, procede a robar una moto para escaparse y tratar de atentar de nuevo contra su vida. La doctora Bowen sabe que ha cometido un grave error de ética profesional y por el cargo de conciencia decide renunciar. Le avisan que Mr. Jones puede que intente de nuevo "volar" así que corre a intentar detenerlo. Mr. Jones, a pesar de tener tendencias suicidas, no comete tal acto. A la doctora Bowen le terminan ganando las emociones y deciden seguir juntos como un apoyo mutuo.